# ソポ・ハルヴァシ
ソポ・ハルヴァシまたはソポ・カルヴァシ（ラズ語:Sopo Xalvaşi；グルジア語:სოფო ხალვაში、ラテン文字表記:Sopho Khalvashi またはSopo Xalvaši、1986年5月31日 バトゥミ - ）は、グルジアの歌手である。ラズ人の家に生まれた。

## 来歴
ソポ・ハルヴァシは2006年にラトビアのユールマラで行われた音楽コンクール「New Wave」において3位を獲得し、ロシアのプロデューサー、イーゴリ・クルトーイ（Игорь Крутой）率いる音楽事務所ARSと契約、グルジアへの凱旋帰国を果たした。帰国後すぐにグルジアのImedi TVのタレント・ショー番組「On Imedi's waves」の司会を頼まれ、これを引き受けた。

## ユーロビジョン・ソング・コンテスト
2006年12月12日、ソポの曲「Visionary Dream」が、グルジアが初めて参加する2007年のユーロビジョン・ソング・コンテストのグルジア代表に選ばれた。この曲ははじめ「My Story」と呼ばれていた。2007年5月10日に行われたユーロビジョン・ソング・コンテスト2007の準決勝でソポは8位に入り、決勝進出の条件である10位以内をクリアした。同年5月12日に行われた決勝では12位に終わった。彼女への投票がもっとも多かった国はリトアニアであった。